# Agave sobolifera
Agave sobolifera är en sparrisväxtart som beskrevs av Maarten Willem Houttuyn. Agave sobolifera ingår i släktet Agave och familjen sparrisväxter. Inga underarter finns listade i Catalogue of Life.